# كليف بنسون
كليف بنسون (بالإنجليزية: Cliff Benson)‏ هو لاعب كرة قدم أمريكية أمريكي، ولد في 28 أغسطس 1961 في شيكاغو في الولايات المتحدة.

## وصلات خارجية
- كليف بنسون على موقع مرجع كرة القدم المحترفة.كوم (الإنجليزية)